# Napi Headquarters, New Mexico
Napi Headquarters, New Mexico (енгл. Napi Headquarters) насељено је место без административног статуса у америчкој савезној држави Њу Мексико.

## Демографија
По попису из 2010. године број становника је 727, што је 21 (3,0%) становника више него 2000. године.
| Група             | 2000.     | 2010.     |
| Белци             | 5 (0,7%)  | 3 (0,4%)  |
| Афроамериканци    | 1 (0,1%)  | 0 (0,0%)  |
| Азијати           | 0 (0,0%)  | 0 (0,0%)  |
| Хиспаноамериканци | 21 (3,0%) | 19 (2,6%) |
| Укупно            | 706       | 727       |